# BE (Beady Eye)
BE è il secondo ed ultimo album in studio del gruppo musicale britannico Beady Eye, pubblicato il 10 giugno 2013.
Il disco, che si discosta piuttosto marcatamente dal sound dell'album di debutto, si avvale della produzione di Dave Sitek, musicista e produttore degli album di Yeah Yeah Yeahs, TV on the Radio e Jane's Addiction.
Dopo pochi giorni alla sua uscita, l'album ha debuttato al secondo posto nel Regno Unito. È uscito in quattro versioni: standard (11 tracce), deluxe (15 tracce, le 11 della standard più Dreaming Of Some Space, The World's Not Set In Stone, Back After The Break, Off At The Next Exit) e giapponese deluxe (17 tracce, le 15 di cui prima più Girls In Uniform e Evil Eye).
L'album ha debuttato al secondo posto nel Regno Unito e al primo in Scozia.

## Copertina
La copertina, progettata da Trevor Jackson, ritrae Geneviève, la moglie francese del fotografo Harri Peccinotti, fotografata per NOVA Magazine dallo stesso Peccinotti, noto per il suo lavoro per il calendario Pirelli negli anni Sessanta. Secondo quanto riferito da un rappresentante dell'etichetta discografica dei Beady Eye, i negozi di dischi britannici hanno censurato il capezzolo scoperto raffigurato in copertina attaccandovi sopra un adesivo per la vendita nei negozi di dischi. A questo proposito Liam Gallagher, che ha definito con un neologismo la copertina "nippletastic" ("capezzoltastica"), si è detto stupito della decisione poiché a suo dire 
Il 24 giugno 2013, durante una conferenza stampa promozionale tenuta a Milano, Gallagher ha poi aggiunto: 

## Accoglienza
BE ha ricevuto recensioni contrastanti, totalizzando 59 punti su 100 nella valutazione dell'aggregatore Metacritic.

## Tracce
Testi e musiche di Gallagher, Archer e Bell.
1. Flick of the Finger - 3:47
2. Soul Love - 5:10
3. Face the Crowd - 4:00
4. Second Bite of the Apple - 3:28
5. Soon Come Tomorrow - 4:58
6. Iz Rite - 3:26
7. I'm Just Saying - 3:45
8. Don't Brother Me - 7:30
9. Shine a Light - 5:04
10. Ballroom Figured - 3:31
11. Start Anew - 4:29

Tracce bonus nella versione iTunes
1. Dreaming of Some Space – 1:51
2. The World's Not Set in Stone – 4:46
3. Back After the Break – 4:09
4. Off at the Next Exit – 3:36

Tracce bonus nella versione giapponese
1. Dreaming of Some Space – 1:51
2. The World's Not Set in Stone – 4:46
3. Back After the Break – 4:09
4. Off at the Next Exit – 3:36
5. Girls in Uniform – 6:23
6. Evil Eye – 5:01

## Formazione
- Liam Gallagher – voce, tamburello, chitarra ritmica addizionale
- Gem Archer – chitarra solista, tastiere, cori
- Andy Bell – chitarra ritmica, tastiere, cori
- Chris Sharrock – batteria, percussioni
- Jeff Wootton - basso

## Curiosità
- Il brano Dreaming of Some Space è la versione al contrario di Start Anew.
- Il brano The World's Not Set in Stone era nelle scalette degli ultimi concerti del tour per Different Gear, Still Speeding.
- Liam Gallagher ha dichiarato che il brano Don't Brother Me è dedicato a suo fratello Noel.